# Hexapoda
O subfilo Hexapoda (do Grego seis pernas) compreende a maior parte das espécies de artrópodes e incluí todas as espécies de insetos, além de três pequenos grupos de artrópodes ápteros: Collembola, Protura e Diplura (que previamente já foram considerados insetos). Atualmente compreende as classes Entognatha e Insecta. As ordens Zygentoma e Archaeognatha são de insetos sem asas (subclasse Apterygota) tendo como grupos irmãos os insetos alados, da subclasse Pterygota. Os Hexapodas são nomeados de acordo com sua característica mais distinta: Um tórax com três pares de pernas (totalizando 6 pernas). A maior parte dos outros artrópodes possuem mais do que três pares de pernas.

## Morfologia
O tamanho corporal dos Hexápodas varia entre 0.5 mm a 300 mm de comprimento, sendo dividido em diferentes segmentos corporais: A cabeça, tórax, e abdômen. A cabeça  é composta por um presegmento que normalmente possuí olhos (ausente em Protura e Diplura), seguido de seis segmentos, todos fusionados, que apresentam os seguintes apêndices:
Segmento I. Nenhum
Segmento II. Antena (sensorial), ausente em Protura
Segmento III. Nenhum
Segmento IV. Mandíbulas (Para cortar o alimento)
Segmento  V. Maxilas (Para mastigar o alimento)
Segmento VI. Lábio (lábio inferior)
A boca se encontra entre o quarto e quinto segmento da cabeça e é coberta projeção do terceiro segmento chamado labrum (lábio superior).  Nos insetos verdaderios (classe Insecta) as peças bucais estão expostas (ectognathos), enquanto nos demais grupos elas são recobertas ou mantidas dentro da cabeça (endognathos).  Apêndices similares ao presentes nas cabeças dos insetos são também encontrados nas cabeças de Myriapoda e Crustacea, apesar desses grupos possuírem uma antena secundária.
O tórax dos insetos é composto por três segmentos, cada um com um par de pernas. Como um típico artrópode aadaptado a vida terrestre, cada perna possuí um único ramo locomotor composto de cinco segmentos sem brânquias associadas. Brânquias são encontradas apenas como apêndices abdominais em fases imaturas aquáticas de alguns representantes da ordem.  Na maior parte dos insetos o segundo e terceiro segmento abdominal apresentam apêndices, as asas.  É proposto que elas possam ser homólogas as brânquias toráxicas oresentes em crustáceos, ou que possam ter se desenvolvido a partir de expansões dos próprios segmentos toráxicos.
O abdômen segue segue um padrão de desenvolvimento epimórfico, onde todos os segmentos que o compõe já estão presentes ao final do desenvolvimento embrionário. A única exceção é Protura, que apresenta um desenvolvimento anamórfico onde os juvenis desenvolvem um novo segmento abdominal após cada ecdise até a fase adulta. Todos os insetos possuem onze segmentos abdominais (por vezes apresentando reduções em um ou mais segentos em diversos grupos de insetos), enquanto Protura possuí doze e Collembola apenas seis (as vezes reduzidos para quatro).  Os apêndices abdominais são extremamente reduzidos, restritos apenas a extrutura externa da genitália e em alguns grupos um par de cercos sensoriais no último segmento.

## Distribuição e Ecologia
Os Hexapoda podem ser encontrados em praticamente todos os ambientes aquáticos e terrestres, incluindo a superficie dos oceânos, regiões litorâneas, riachos glaciais, entre outros. Sua enorme diversidade e sucesso ecológico se deve principalmente a sua capacidade de adaptação.
São extremamente importantes para as cadeias ecológicas presentes em todos os ecossitemas, visto que além de incluírem a maior diversidade de animais e de biomassa viventes, são importantes polinizadores de plantas. Por esse fator, muitas espécies são essenciais para a agricultura. Alguns grupos de insetos também podem causar vetorizar agentes causadores de doenças de importância econômica e social como a Dengue, Malária, Doença de Chagas, Filariose linfática (“elefantíase"), dentre muitas outras.

## Evolução e Filogenia
Os miriápodes foram tradicionalmente considerados o grupo vivo mais próximo de Hexapoda de acorodo com similaridades morfológicas. Juntos formavam a subclasse ou subfilo Uniramia ou Atelocerata.  Contudo essa proposição foi colocada em zeque na primeira década do Século 21st, dado que novas evidências morfológicas e genéticas apontam para que os Hexapoda sejam mais aparentados aos crustáceos.
Os hexápodas não insetos já foram várias vezes considerados como parte de um único ramo evolutivo, tipicamente chamado de Classe Entognatha, ou vários ramos evolutivos com diferentes relações quanto à classe Insecta.  Particularmente, Diplura pode ser mais relacionado a Insecta do que Collembola ou Protura.
Análises moleculares sugerem que hexápodes divergiram de seu grupo-irmão, os Anostraca, próximo do início do Siluriano - coincidingo com a conquista do meio terrestre pelas plantas vasculares.
O cladograma a seguir foi adaptado de Kjer et al. (2016):
|  | Collembola |
|  |            |
|  | Protura    |
|  |            |

|  | Archaeognatha (Traças saltadoras)                                                 |
|  |                                                                                   |
|  | \| \| Zygentoma (Traças) \| \| \| \| \| \| Pterygota (Insetos Alados) \| \| \| \| |
|  |                                                                                   |
|  | Zygentoma (Traças)                                                                |
|  |                                                                                   |
|  | Pterygota (Insetos Alados)                                                        |
|  |                                                                                   |

|  | Zygentoma (Traças)         |
|  |                            |
|  | Pterygota (Insetos Alados) |
|  |                            |

|  | Archaeognatha (Traças saltadoras)                                                 |
|  |                                                                                   |
|  | \| \| Zygentoma (Traças) \| \| \| \| \| \| Pterygota (Insetos Alados) \| \| \| \| |
|  |                                                                                   |
|  | Zygentoma (Traças)                                                                |
|  |                                                                                   |
|  | Pterygota (Insetos Alados)                                                        |
|  |                                                                                   |

|  | Zygentoma (Traças)         |
|  |                            |
|  | Pterygota (Insetos Alados) |
|  |                            |

|  | Collembola |
|  |            |
|  | Protura    |
|  |            |

|  | Archaeognatha (Traças saltadoras)                                                 |
|  |                                                                                   |
|  | \| \| Zygentoma (Traças) \| \| \| \| \| \| Pterygota (Insetos Alados) \| \| \| \| |
|  |                                                                                   |
|  | Zygentoma (Traças)                                                                |
|  |                                                                                   |
|  | Pterygota (Insetos Alados)                                                        |
|  |                                                                                   |

|  | Zygentoma (Traças)         |
|  |                            |
|  | Pterygota (Insetos Alados) |
|  |                            |

|  | Archaeognatha (Traças saltadoras)                                                 |
|  |                                                                                   |
|  | \| \| Zygentoma (Traças) \| \| \| \| \| \| Pterygota (Insetos Alados) \| \| \| \| |
|  |                                                                                   |
|  | Zygentoma (Traças)                                                                |
|  |                                                                                   |
|  | Pterygota (Insetos Alados)                                                        |
|  |                                                                                   |

|  | Zygentoma (Traças)         |
|  |                            |
|  | Pterygota (Insetos Alados) |
|  |                            |

Estudos apontam para o surgimento do grupo há cerca de 411 milhões de anos, no Devoniano. A descoberta de um fóssil incompleto de um potencial inseto, Strudiella devonica, tem o potencial de ajudar a compreender o vácuo no registro fóssil de Arthropoda, há entre 385 milhões a 325 milhões de anos.